# (32157) 2000 MR1
2000 MR1 (asteroide 32157) é um asteroide da cintura principal. Possui uma excentricidade de 0.19454080 e uma inclinação de 1.61830º.
Este asteroide foi descoberto no dia 26 de junho de 2000 por John Broughton em Reedy Creek.